# Evangelische Johanneskirche (Bockum-Hövel)

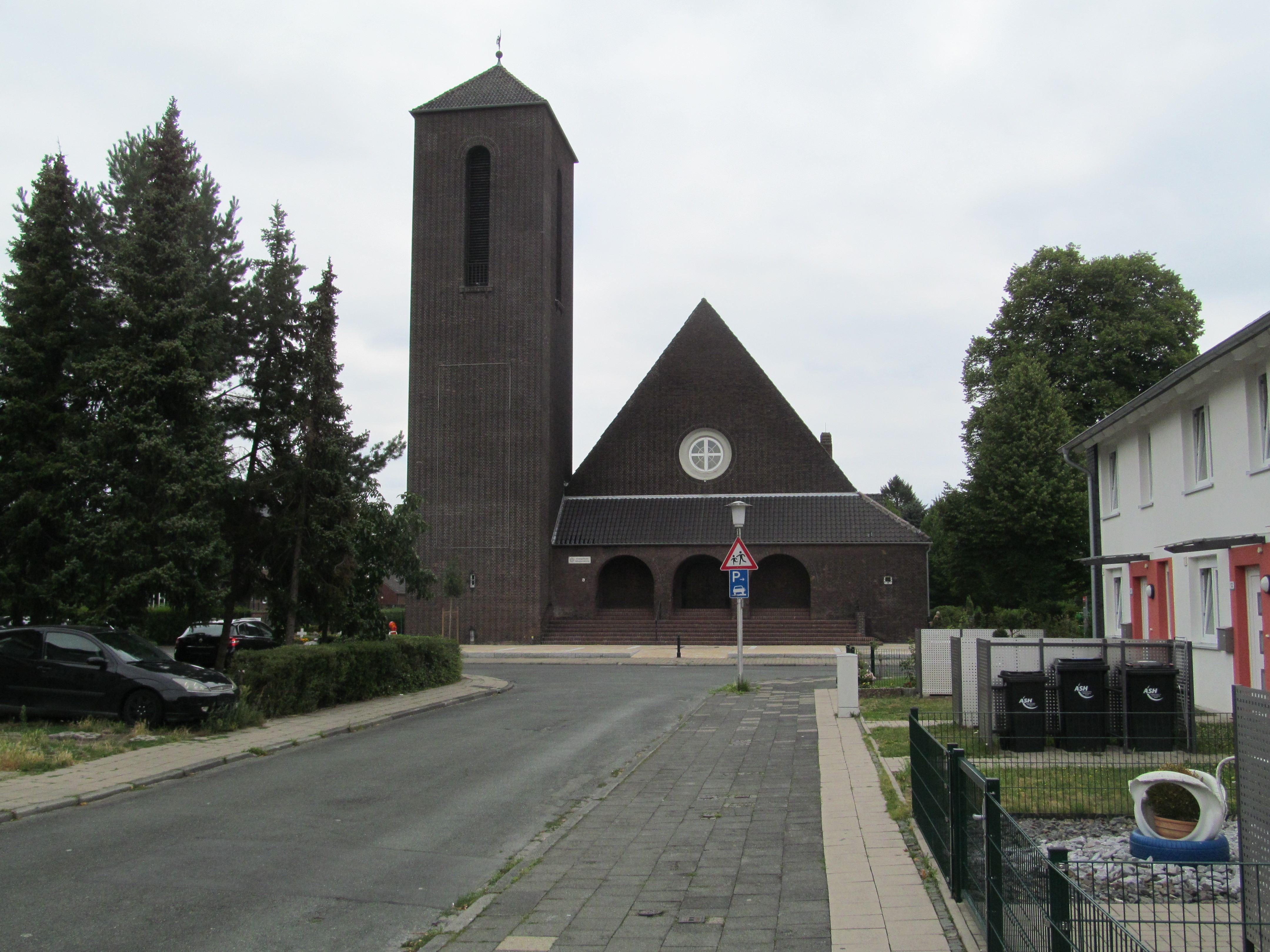
Johanneskirche, 2019

Die evangelische Johanneskirche ist ein denkmalgeschütztes Kirchengebäude in Hamm-Norden, Stadtbezirk Hamm-Bockum-Hövel der kreisfreien Großstadt Hamm in Nordrhein-Westfalen.

## Geschichte und Architektur
Der rechteckige Klinkerbau wurde von 1937 bis 1938 nach Plänen von Bernhard Hopp errichtet. Der Turm steht seitlich neben der Eingangsvorhalle. Das Äußere des Gebäudes ist durch dunkle, ungegliederte Mauerflächen mit Fensterbändern an den Rund- und Längsfenstern an den Giebelseiten geprägt. Im Inneren ruht ein Holztonnengewölbe auf Holzständern. Es wird von gangartigen flach gedeckten Seitenschiffchen begleitet. Unter dem Altarraum befindet sich die sog. Krypta mit der Friedhofskapelle.
Anlässlich ihres 75-jährigen Baujubiläums wurde die Kirche im April 2013 von der LWL-Denkmalpflege, Landschafts- und Baukultur in Westfalen als Denkmal des Monats in Westfalen-Lippe ausgezeichnet.

## Ausstattung
Die Ausstattung und künstlerische Ausgestaltung sind aus der Bauzeit der Kirche erhalten. Bemerkenswert ist die Fensterrose von Elisabeth Coester. Kanzel, Altar und Taufstein sind axial höhengestaffelt angeordnet. Ernst Barlach wurde für die Gestaltung des Taufbeckens beauftragt. Das Werk blieb jedoch aufgrund seines Todes unvollendet. Es gilt als letzte Arbeit, an die er gestalterisch seine Hand angelegt hat. Die Metallbildnerin Eva Dittrich wurde 1938 beauftragt, das Abendmahlsgeschirr zu gestalten. Die Gemälde auf der Emporenbrüstung stammen von Max Schulze-Sölde.